# Toxòpids
Els toxòpids (Toxopidae) són una petita família d'aranyes araneomorfes descrita per primera vegada per Hickman el 1940. Durant molts anys va formar part dels dèsids (Desidae) com a subfamília, tot i que els dubtes ja van ser considerats. Un estudi filogenètic molecular a gran-escala realitzat l'any 2016 va determinar el seu nivell taxonòmic de família.

## Sistemàtica
Segons el World Spider Catalog amb data de 10 de gener de 2019 hi ha reconeguts els següents gèneres:
- Gasparia Marples, 1956
- Gohia Dalmas, 1917
- Hapona Forster, 1970
- Hulua Forster & Wilton, 1973
- Jamara Davies, 1995
- Laestrygones Urquhart, 1894
- Lamina Forster, 1970
- Midgee Davies, 1995
- Myro O. Pickard-Cambridge, 1876
- Neomyro Forster & Wilton, 1973
- Ommatauxesis Simon, 1903
- Otagoa Forster, 1970
- Toxops Hickman, 1940
- Toxopsoides Forster & Wilton, 1973